# Séries éliminatoires de la Coupe Stanley 1945
Année précédente Année suivante
Les séries éliminatoires de la Coupe Stanley 1945 font suite à la saison 1944-1945 de la Ligue nationale de hockey. Les Maple Leafs de Toronto remportent la Coupe Stanley en battant en finale les Red Wings de Détroit sur le score de 4 matchs à 3.

## Contexte et déroulement des séries
Le premier de la saison régulière rencontre le troisième alors que le deuxième est confronté au quatrième et dernier qualifié pour les séries. Les vainqueurs se rencontrent pour se disputer la Coupe Stanley. Toutes les séries se jouent au meilleur des 7 matches.

## Tableau récapitulatif
|  | Demi-finales                            | Demi-finales                  | Demi-finales                  | Demi-finales                  |   |                        | Finale                           | Finale                           | Finale                           | Finale                           |
|  |                                         |                               |                               |                               |   |                        |                                  |                                  |                                  |                                  |
|  | 20, 22, 24, 27, 29 et 31 mars           | 20, 22, 24, 27, 29 et 31 mars | 20, 22, 24, 27, 29 et 31 mars | 20, 22, 24, 27, 29 et 31 mars |   |                        | 6, 8, 12, 14, 19, 21 et 22 avril | 6, 8, 12, 14, 19, 21 et 22 avril | 6, 8, 12, 14, 19, 21 et 22 avril | 6, 8, 12, 14, 19, 21 et 22 avril |
|  | 1                                       | Canadiens de Montréal         | 2                             | 2                             |   |                        | 6, 8, 12, 14, 19, 21 et 22 avril | 6, 8, 12, 14, 19, 21 et 22 avril | 6, 8, 12, 14, 19, 21 et 22 avril | 6, 8, 12, 14, 19, 21 et 22 avril |
|  | 1                                       | Canadiens de Montréal         | 2                             | 2                             |   |                        | 6, 8, 12, 14, 19, 21 et 22 avril | 6, 8, 12, 14, 19, 21 et 22 avril | 6, 8, 12, 14, 19, 21 et 22 avril | 6, 8, 12, 14, 19, 21 et 22 avril |
|  | 3                                       | Maple Leafs de Toronto        | 4                             | 4                             |   |                        | 6, 8, 12, 14, 19, 21 et 22 avril | 6, 8, 12, 14, 19, 21 et 22 avril | 6, 8, 12, 14, 19, 21 et 22 avril | 6, 8, 12, 14, 19, 21 et 22 avril |
|  | 3                                       | Maple Leafs de Toronto        | 4                             | 4                             | 1 | Maple Leafs de Toronto | 4                                | 4                                |                                  |                                  |
|  | 20, 22, 25, 27, 29 mars, 1er et 3 avril |                               |                               |                               | 1 | Maple Leafs de Toronto | 4                                | 4                                |                                  |                                  |
|  |                                         |                               | 2                             | Red Wings de Détroit          | 3 | 3                      |                                  |                                  |                                  |                                  |
|  | 2                                       | Red Wings de Détroit          | 2                             | Red Wings de Détroit          | 3 | 3                      | 4                                | 4                                |                                  |                                  |
|  | 2                                       | Red Wings de Détroit          |                               |                               |   |                        |                                  | 4                                |                                  |                                  |
|  | 4                                       | Bruins de Boston              | 3                             | 3                             |   |                        |                                  |                                  |                                  |                                  |
|  | 4                                       | Bruins de Boston              | 3                             | 3                             |   |                        |                                  |                                  |                                  |                                  |

## Détails des séries

### Demi-finales

#### Canadiens de Montréal contre Maple Leafs de Toronto
| 20 mars | Montréal | 0-1 (0-0, 0-0, 0-1) | Toronto | Forum de Montréal 12 000 spectateurs |

| Feuille de match | Feuille de match | Feuille de match | Feuille de match      | Feuille de match                                     |
| ---------------- | ---------------- | ---------------- | --------------------- | ---------------------------------------------------- |
|                  | -                | 0-1              | Kennedy — 59 min 38 s | Arbitrage : Bill Chadwick Stan McCabe et Sam Babcock |
| Durnan           | Gardiens         | McCool           |                       | Arbitrage : Bill Chadwick Stan McCabe et Sam Babcock |
|                  |                  |                  |                       | Arbitrage : Bill Chadwick Stan McCabe et Sam Babcock |
|                  |                  |                  |                       | Arbitrage : Bill Chadwick Stan McCabe et Sam Babcock |

| 22 mars | Montréal | 2-3 (0-1, 1-2, 1-0) | Toronto | Forum de Montréal 12 000 spectateurs |

| Feuille de match | Feuille de match                                                  | Feuille de match    | Feuille de match                                                                              | Feuille de match                                   |
| ---------------- | ----------------------------------------------------------------- | ------------------- | --------------------------------------------------------------------------------------------- | -------------------------------------------------- |
|                  | - Bouchard — 28 min 15 s - Lach (Bouchard, Richard) — 57 min 21 s | 0-1 1-1 1-2 1-3 2-3 | Kennedy (Davidson, Pratt) — 4 min 7 s - Carr (Schriner) — 30 min 58 s D. Metz — 35 min 37 s - | Arbitrage : King Clancy Stan McCabe et Sam Babcock |
| Durnan           | Gardiens                                                          | McCool              |                                                                                               | Arbitrage : King Clancy Stan McCabe et Sam Babcock |
|                  |                                                                   |                     |                                                                                               | Arbitrage : King Clancy Stan McCabe et Sam Babcock |
|                  |                                                                   |                     |                                                                                               | Arbitrage : King Clancy Stan McCabe et Sam Babcock |

| 24 mars | Toronto | 1-4 (0-1, 0-3, 1-0) | Montréal | Maple Leaf Gardens 15 087 spectateurs |

| Feuille de match | Feuille de match                      | Feuille de match    | Feuille de match | Feuille de match                                       |
| ---------------- | ------------------------------------- | ------------------- | --- | ------------------------------------------------------ |
|                  | - Davidson (Pratt, Carr) — 49 min 2 s | 0-1 0-2 0-3 0-4 1-4 | Lach (Chamberlain) — 11 min 14 s Fillion — 27 min 58 s Hiller (Mahaffy) — 31 min 14 s Chamberlain (Bouchard) — 38 min 55 s - | Arbitrage : Bill Chadwick Steve Meuris et Joe Springer |
| McCool           | Gardiens                              | Durnan              | | Arbitrage : Bill Chadwick Steve Meuris et Joe Springer |
|                  |                                       |                     | | Arbitrage : Bill Chadwick Steve Meuris et Joe Springer |
|                  |                                       |                     | | Arbitrage : Bill Chadwick Steve Meuris et Joe Springer |

| 27 mars | Toronto | 4-3 (pr) (0-2, 2-0, 1-1, 1-0) | Montréal | Maple Leaf Gardens 13 306 spectateurs |

| Feuille de match | Feuille de match                                                                                                   | Feuille de match            | Feuille de match                                                              | Feuille de match                                     |
| ---------------- | --- | --------------------------- | ----------------------------------------------------------------------------- | ---------------------------------------------------- |
|                  | - Hill (Kennedy) — 22 min 34 s Schriner (Bodnar, D. Metz) — 36 min 15 s - Pratt — 49 min 15 s Bodnar — 52 min 36 s | 0-1 0-2 1-2 2-2 2-3 3-3 4-3 | Lach (Richard) — 23 s Richard (Lach) — 2 min 13 s - Fillion — 43 min 47 s - - | Arbitrage : King Clancy Steve Meuris et Joe Springer |
| McCool           | Gardiens | Durnan                      |                                                                               | Arbitrage : King Clancy Steve Meuris et Joe Springer |
|                  | |                             |                                                                               | Arbitrage : King Clancy Steve Meuris et Joe Springer |
|                  | |                             |                                                                               | Arbitrage : King Clancy Steve Meuris et Joe Springer |

| 29 mars | Montréal | 10-3 (3-2, 2-1, 5-0) | Toronto | Forum de Montréal 12 300 spectateurs |

| Feuille de match | Feuille de match | Feuille de match                                     | Feuille de match                                                            | Feuille de match                                       |
| ---------------- | --- | ---------------------------------------------------- | --------------------------------------------------------------------------- | ------------------------------------------------------ |
|                  | Lamoureux (Lach) — 40 s Bouchard — 3 min 8 s Emberg (Hiller) — 6 min 2 s - Harmon — 26 min 36 s - Richard (Lach) — 33 min 25 s Richard (Blake, Lach) — 41 min 10 s Lach (Richard, Bouchard) — 41 min 35 s Richard (Blake) — 50 min 48 s Richard — 55 min 38 s Fillion (Stahan, Getliffe) — 59 min 6 s | 1-0 2-0 3-0 3-1 3-2 4-2 4-3 5-3 6-3 7-3 8-3 9-3 10-3 | - Carr — 7 min 37 s Kennedy (Hill) — 16 min 10 s - Morris — 32 min 16 s - - | Arbitrage : Bill Chadwick Steve Meuris et Joe Springer |
| Durnan           | Gardiens | McCool                                               |                                                                             | Arbitrage : Bill Chadwick Steve Meuris et Joe Springer |
|                  | |                                                      |                                                                             | Arbitrage : Bill Chadwick Steve Meuris et Joe Springer |
|                  | |                                                      |                                                                             | Arbitrage : Bill Chadwick Steve Meuris et Joe Springer |

| 31 mars | Toronto | 3-2 (1-1, 1-0, 1-1) | Montréal | Maple Leaf Gardens 14 400 spectateurs |

| Feuille de match | Feuille de match                                                                    | Feuille de match    | Feuille de match                                             | Feuille de match                                     |
| ---------------- | ----------------------------------------------------------------------------------- | ------------------- | ------------------------------------------------------------ | ---------------------------------------------------- |
|                  | Morris — 13 min 59 s - Schriner (Carr) — 27 min 11 s Bodnar (Pratt) — 41 min 53 s - | 1-0 1-1 2-1 3-1 3-2 | - Richard — 18 min 38 s - Bouchard (Lamoureux) — 55 min 26 s | Arbitrage : King Clancy Steve Meuris et Joe Springer |
| McCool           | Gardiens                                                                            | Durnan              |                                                              | Arbitrage : King Clancy Steve Meuris et Joe Springer |
|                  |                                                                                     |                     |                                                              | Arbitrage : King Clancy Steve Meuris et Joe Springer |
|                  |                                                                                     |                     |                                                              | Arbitrage : King Clancy Steve Meuris et Joe Springer |

#### Red Wings de Détroit contre Bruins de Boston
| 20 mars | Détroit | 3-4 (0-3, 0-0, 3-1) | Boston | Olympia Stadium 10 282 spectateurs |

| Feuille de match | Feuille de match                                                                                        | Feuille de match        | Feuille de match | Feuille de match                                    |
| ---------------- | --- | ----------------------- | --- | --------------------------------------------------- |
|                  | - Seibert (McAtee) — 44 min 4 s - Carveth (Wojciechowski) — 49 min 5 s Bruneteau (Carveth) — 59 min 4 s | 0-1 0-2 0-3 1-3 1-4 2-4 | Cowley (Jennings) — 6 min 20 s Cupolo (Smith) — 10 min 7 s Cain (Cowley) — 14 min 4 s - McGill (Smith, Cupolo) — 47 min 22 s - - | Arbitrage : King Clancy Eddie Mepham et Jim Primeau |
| Lumley           | Gardiens                                                                                                | Bibeault                | | Arbitrage : King Clancy Eddie Mepham et Jim Primeau |
|                  | |                         | | Arbitrage : King Clancy Eddie Mepham et Jim Primeau |
|                  | |                         | | Arbitrage : King Clancy Eddie Mepham et Jim Primeau |

| 22 mars | Détroit | 2-4 (0-1, 1-2, 1-1) | Boston | Olympia Stadium 12 136 spectateurs |

| Feuille de match | Feuille de match | Feuille de match        | Feuille de match                                          | Feuille de match                                      |
| ---------------- | --- | ----------------------- | --------------------------------------------------------- | ----------------------------------------------------- |
|                  | - Jackson (Quackenbush, Carveth) — 28 min 25 s Smith (McGill) — 30 min 3 s Gladu (Rozzini, Gaudreault) — 30 min 18 s - Egan — 57 min 5 s | 0-1 1-1 2-1 3-1 3-2 4-2 | McGill — 2 min 46 s - Bruneteau (Seibert) — 52 min 48 s - | Arbitrage : Bill Chadwick Jim Primeau et Eddie Mepham |
| Lumley           | Gardiens | Bibeault                |                                                           | Arbitrage : Bill Chadwick Jim Primeau et Eddie Mepham |
|                  | |                         |                                                           | Arbitrage : Bill Chadwick Jim Primeau et Eddie Mepham |
|                  | |                         |                                                           | Arbitrage : Bill Chadwick Jim Primeau et Eddie Mepham |

| 25 mars | Boston | 2-3 (0-2, 1-0, 1-1) | Détroit | Boston Garden 13 500 spectateurs |

| Feuille de match | Feuille de match                                                    | Feuille de match    | Feuille de match                                                                      | Feuille de match                                   |
| ---------------- | ------------------------------------------------------------------- | ------------------- | ------------------------------------------------------------------------------------- | -------------------------------------------------- |
|                  | - Egan (Smith, McGill) — 36 min 5 s - Rozzini (Gladu) — 57 min 57 s | 0-1 0-2 1-2 1-3 2-3 | Lindsay (Bruneteau) — 18 min 54 s Armstrong — 19 min 35 s - Bruneteau — 55 min 48 s - | Arbitrage : King Clancy Ken Mullins et Sam Babcock |
| Bibeault         | Gardiens                                                            | Lumley              |                                                                                       | Arbitrage : King Clancy Ken Mullins et Sam Babcock |
|                  |                                                                     |                     |                                                                                       | Arbitrage : King Clancy Ken Mullins et Sam Babcock |
|                  |                                                                     |                     |                                                                                       | Arbitrage : King Clancy Ken Mullins et Sam Babcock |

| 27 mars | Boston | 2-3 (1-1, 1-0, 0-2) | Détroit | Boston Garden 13 500 spectateurs |

| Feuille de match | Feuille de match                                       | Feuille de match    | Feuille de match                                                                              | Feuille de match                                     |
| ---------------- | ------------------------------------------------------ | ------------------- | --------------------------------------------------------------------------------------------- | ---------------------------------------------------- |
|                  | Smith (Crawford) — 8 min 31 s - Cain — 34 min 38 s - - | 1-0 1-1 2-1 2-2 2-3 | - Seibert (Armstrong) — 17 min 21 s - Carveth — 45 min 10 s Armstrong (Jackson) — 57 min 15 s | Arbitrage : Bill Chadwick Sam Babcock et Ken Mullins |
| Bibeault         | Gardiens                                               | Lumley              |                                                                                               | Arbitrage : Bill Chadwick Sam Babcock et Ken Mullins |
|                  |                                                        |                     |                                                                                               | Arbitrage : Bill Chadwick Sam Babcock et Ken Mullins |
|                  |                                                        |                     |                                                                                               | Arbitrage : Bill Chadwick Sam Babcock et Ken Mullins |

| 29 mars | Détroit | 3-2 (pr) (2-1, 0-0, 0-1, 1-0) | Boston | Olympia Stadium 12 512 spectateurs |

| Feuille de match | Feuille de match | Feuille de match    | Feuille de match                                           | Feuille de match                                   |
| ---------------- | --- | ------------------- | ---------------------------------------------------------- | -------------------------------------------------- |
|                  | Bruneteau (Liscombe, Carveth) — 2 min 51 s - Hollett (Bukovich, Purpur) — 14 min 41 s - Bruneteau (Hollett, Carveth) — 77 min 12 s | 1-0 1-1 2-1 2-2 3-2 | - Cain (Cowley) — 11 min 52 s - Jennings (Cain) — 57 min - | Arbitrage : King Clancy Sam Babcock et Ken Mullins |
| Lumley           | Gardiens | Bibeault            |                                                            | Arbitrage : King Clancy Sam Babcock et Ken Mullins |
|                  | |                     |                                                            | Arbitrage : King Clancy Sam Babcock et Ken Mullins |
|                  | |                     |                                                            | Arbitrage : King Clancy Sam Babcock et Ken Mullins |

| 1er avril | Boston | 5-3 (1-1, 3-2, 1-0) | Détroit | Boston Garden 13 500 spectateurs |

| Feuille de match | Feuille de match | Feuille de match                | Feuille de match                                                           | Feuille de match                                     |
| ---------------- | --- | ------------------------------- | -------------------------------------------------------------------------- | ---------------------------------------------------- |
|                  | - Cowley (Cain, Crawford) — 12 min 54 s - Jennings (Crawford) — 26 min 24 s Cain (Crawford) — 27 min 33 s Gladu (Rozzini, Gaudreault) — 30 min 38 s - Cowley (Smith) — 49 min 25 s | 0-1 1-1 1-2 2-2 3-2 4-2 4-3 5-3 | McAtee — 45 s - Carveth — 23 min 24 s - McAtee (Armstrong) — 37 min 12 s - | Arbitrage : Bill Chadwick Sam Babcock et Ken Mullins |
| Bibeault         | Gardiens | Lumley                          |                                                                            | Arbitrage : Bill Chadwick Sam Babcock et Ken Mullins |
|                  | |                                 |                                                                            | Arbitrage : Bill Chadwick Sam Babcock et Ken Mullins |
|                  | |                                 |                                                                            | Arbitrage : Bill Chadwick Sam Babcock et Ken Mullins |

| 3 avril | Détroit | 5-3 (1-1, 1-2, 3-0) | Boston | Olympia Stadium 14 508 spectateurs |

| Feuille de match | Feuille de match                                                                            | Feuille de match                | Feuille de match                                               | Feuille de match                                    |
| ---------------- | ------------------------------------------------------------------------------------------- | ------------------------------- | -------------------------------------------------------------- | --------------------------------------------------- |
|                  | Liscombe (Hollett) - Liscombe (Bruneteau) - Bruneteau Liscombe (Carveth) Liscombe (Carveth) | 1-0 1-1 2-1 2-2 2-3 3-3 4-3 5-3 | - McGill (Crawford) - Cain (Cowley) Smith (McGill, Cupolo) - - | Arbitrage : King Clancy Joe Primeau et Eddie Mepham |
| Lumley           | Gardiens                                                                                    | Bibeault                        |                                                                | Arbitrage : King Clancy Joe Primeau et Eddie Mepham |
|                  |                                                                                             |                                 |                                                                | Arbitrage : King Clancy Joe Primeau et Eddie Mepham |
|                  |                                                                                             |                                 |                                                                | Arbitrage : King Clancy Joe Primeau et Eddie Mepham |

### Finale
| 6 avril | Détroit | 0-1 (0-1, 0-0, 0-0) | Toronto | Olympia Stadium 13 046 spectateurs |

| Feuille de match | Feuille de match | Feuille de match | Feuille de match       | Feuille de match                                       |
| ---------------- | ---------------- | ---------------- | ---------------------- | ------------------------------------------------------ |
|                  | -                | 0-1              | Schriner — 13 min 56 s | Arbitrage : Bill Chadwick George Gravel et Bert Hedges |
| Lumley           | Gardiens         | McCool           |                        | Arbitrage : Bill Chadwick George Gravel et Bert Hedges |
|                  |                  |                  |                        | Arbitrage : Bill Chadwick George Gravel et Bert Hedges |
|                  |                  |                  |                        | Arbitrage : Bill Chadwick George Gravel et Bert Hedges |

| 8 avril | Détroit | 0-2 (0-0, 0-1, 0-1) | Toronto | Olympia Stadium 13 938 spectateurs |

| Feuille de match | Feuille de match | Feuille de match | Feuille de match                                 | Feuille de match                                     |
| ---------------- | ---------------- | ---------------- | ------------------------------------------------ | ---------------------------------------------------- |
|                  | -                | 0-1 0-2          | Kennedy (Pratt) — 33 min 5 s Morris — 52 min 3 s | Arbitrage : King Clancy George Gravel et Bert Hedges |
| Lumley           | Gardiens         | McCool           |                                                  | Arbitrage : King Clancy George Gravel et Bert Hedges |
|                  |                  |                  |                                                  | Arbitrage : King Clancy George Gravel et Bert Hedges |
|                  |                  |                  |                                                  | Arbitrage : King Clancy George Gravel et Bert Hedges |

| 12 avril | Toronto | 1-0 (0-0, 0-0, 1-0) | Détroit | Maple Leaf Gardens 13 560 spectateurs |

| Feuille de match | Feuille de match                | Feuille de match | Feuille de match | Feuille de match                                       |
| ---------------- | ------------------------------- | ---------------- | ---------------- | ------------------------------------------------------ |
|                  | Bodnar (Stanowski) — 43 min 2 s | 1-0              | -                | Arbitrage : Bill Chadwick George Gravel et Ken Mullins |
| McCool           | Gardiens                        | Lumley           |                  | Arbitrage : Bill Chadwick George Gravel et Ken Mullins |
|                  |                                 |                  |                  | Arbitrage : Bill Chadwick George Gravel et Ken Mullins |
|                  |                                 |                  |                  | Arbitrage : Bill Chadwick George Gravel et Ken Mullins |

| 14 avril | Toronto | 3-5 (2-1, 1-1, 0-3) | Détroit | Maple Leaf Gardens 14 587 spectateurs |

| Feuille de match | Feuille de match                                                                                  | Feuille de match                | Feuille de match | Feuille de match                                     |
| ---------------- | ------------------------------------------------------------------------------------------------- | ------------------------------- | --- | ---------------------------------------------------- |
|                  | - Kennedy (Hill) — 9 min 19 s Kennedy (Hill) — 11 min 44 s - Kennedy (Davidson) — 30 min 20 s - - | 0-1 1-1 2-1 2-2 3-2 3-3 3-4 3-5 | Hollett (Bruneteau) — 8 min 35 s - Armstrong (Bruneteau) — 29 min 20 s - Bruneteau — 41 min 11 s Lindsay — 43 min 20 s Carveth (Hollett) — 57 min 38 s | Arbitrage : King Clancy Ken Mullins et George Gravel |
| McCool           | Gardiens                                                                                          | Lumley                          | | Arbitrage : King Clancy Ken Mullins et George Gravel |
|                  |                                                                                                   |                                 | | Arbitrage : King Clancy Ken Mullins et George Gravel |
|                  |                                                                                                   |                                 | | Arbitrage : King Clancy Ken Mullins et George Gravel |

| 19 avril | Détroit | 2-0 (0-0, 0-0, 2-0) | Toronto | Olympia Stadium 13 385 spectateurs |

| Feuille de match | Feuille de match                                                    | Feuille de match | Feuille de match | Feuille de match                                       |
| ---------------- | ------------------------------------------------------------------- | ---------------- | ---------------- | ------------------------------------------------------ |
|                  | Hollett (Carveth) — 48 min 21 s Carveth (Quackenbush) — 56 min 16 s | 1-0 2-0          | -                | Arbitrage : Bill Chadwick George Gravel et Sam Babcock |
| Lumley           | Gardiens                                                            | McCool           |                  | Arbitrage : Bill Chadwick George Gravel et Sam Babcock |
|                  |                                                                     |                  |                  | Arbitrage : Bill Chadwick George Gravel et Sam Babcock |
| 18               | Tirs                                                                | 22               |                  | Arbitrage : Bill Chadwick George Gravel et Sam Babcock |

| 21 avril | Toronto | 0-1 (pr) (0-0, 0-0, 0-0, 0-1) | Détroit | Maple Leaf Gardens 13 953 spectateurs |

| Feuille de match | Feuille de match | Feuille de match | Feuille de match        | Feuille de match                                     |
| ---------------- | ---------------- | ---------------- | ----------------------- | ---------------------------------------------------- |
|                  | -                | 0-1              | Bruneteau — 74 min 15 s | Arbitrage : King Clancy George Gravel et Sam Babcock |
| McCool           | Gardiens         | Lumley           |                         | Arbitrage : King Clancy George Gravel et Sam Babcock |
|                  |                  |                  |                         | Arbitrage : King Clancy George Gravel et Sam Babcock |
|                  |                  |                  |                         | Arbitrage : King Clancy George Gravel et Sam Babcock |

| 22 avril | Détroit | 1-2 (0-1, 0-0, 1-1) | Toronto | Olympia Stadium 14 890 spectateurs |

| Feuille de match | Feuille de match                      | Feuille de match | Feuille de match                                                 | Feuille de match                                       |
| ---------------- | ------------------------------------- | ---------------- | ---------------------------------------------------------------- | ------------------------------------------------------ |
|                  | - Armstrong (Hollett) — 28 min 16 s - | 0-1 1-1 1-2      | Hill (Kennedy) — 5 min 38 s - Pratt (N. Metz) — 52 min 14 s (SN) | Arbitrage : Bill Chadwick George Gravel et Sam Babcock |
| Lumley           | Gardiens                              | McCool           |                                                                  | Arbitrage : Bill Chadwick George Gravel et Sam Babcock |
|                  |                                       |                  |                                                                  | Arbitrage : Bill Chadwick George Gravel et Sam Babcock |
|                  |                                       |                  |                                                                  | Arbitrage : Bill Chadwick George Gravel et Sam Babcock |